# Gogon
Gogon, ou Gogo en latin, né vers 544 et mort en 581, est un personnage important de la cour du royaume d'Austrasie au VIe siècle. Tuteur du jeune roi Childebert II, Gogon est en fait le co-régent de l'Austrasie de 575 à sa mort en 581.

## Biographie
Le nom de Gogon, Gogo/Gogonis en latin, est peut-être une forme hypocoristique qu'il utilise comme nom. Dans ce cas, Gogo pourrait être un diminutif de Gondegyselus ou de Godinus.
Gogon est né vers 544 en Austrasie. Même s'il a peut-être un lien de parenté avec l'évêque de Toul Traséric, Gogon n'appartient pas à la noblesse sénatoriale romaine. Il connaît une ascension sociale par ses fonctions à la cour.

### Le pouvoir politique
Venance Fortunat dit que Gogo est un « comte ». Ce titre ne semble pas être territorial, mais correspondre plutôt à une fonction curiale. Frédégaire affime que Gogo est maire du palais, mais cette appellation est peut-être anachronique.
Vers 568 (?), le roi Sigebert Ier donne à Gogon, qui est pour lui un homme de confiance, une terre située dans l'évêché de Metz. En 565, Gogon négocie avec le royaume des Wisigoths, négociations qui aboutissent au mariage de Sigebert Ier et de Brunehaut. C'est Gogon qui conduit l'escorte de la future reine Brunehaut vers l'Austrasie,. À la mort de Sigebert Ier en 575, Gogon devient le « nutricius », nourricier, du jeune roi Childebert II. Il est en fait son tuteur, chargé de l'éducation du nouveau roi et vit auprès de lui.
Cette fonction lui donne un pouvoir politique important, comme son épitaphe le confirme en le qualifiant de « Pilier de la Belgique, chef de la patrie, (...) administrateur de la région, (...) recteur des armées, modérateur des lois, sublime par la fonction ». Gogon exerce une sorte de régence sur le royaume d'Austrasie, en concertation avec le duc Loup, pendant six ans. Ils favorisent l'alliance avec Gontran (roi)  contre le roi Chilpéric Ier, responsable de la mort de Sigebert Ier.
Il dirige la diplomatie austrasienne, envoyant même une lettre au duc byzantin d’Istrie sous son nom et celui du roi Childebert II, ce qui est un cas presque unique dans la correspondance mérovingienne et indique le rôle essentiel qui est le sien.
Bien qu'il ne s'appuie pas sur sa propre famille, Gogon constitue un réseau relationnel avec les puissants d'Austrasie, en premier lieu avec Loup de Champagne et sa famille. En font également partie des personnages puissants de la cour de Sigebert, comme Chrodin, Mummolenus, Condat et Dynamius, « rector » de Marseille, et des évêques de Toul (Vilicus et Pierre), de Metz et de Trêves (Nizier et Magneric) et d'autres encore. Les liens de ce réseau sont entretenus par des échanges de lettres.
Gogon meurt en 581, alors qu'il est au pouvoir. Selon Frédégaire, il est assassiné et c'est Brunehaut qui organise ce meurtre. Cette affirmation n'est pas sûre. A la mort de Gogon, son réseau perd le pouvoir au profit d'un groupe où domine l'évêque de Reims Egidius,.

### Lettré et poète
Dès 566, Gogon noue des relations durables avec le poète Venance Fortunat, qui lui envoie les quatre premiers poèmes de son septième livre.
Gogon est aussi un lettré et un poète. Ses poèmes sont perdus mais on conserve quatre lettres dont il est l'auteur, dans la collection des Lettres austrasiennes.
Quelques années après, sa tombe reçoit une épitaphe métrique de trente-trois vers, un des plus longues que l'on connaisse de cette époque. Cette épitaphe et la conservation de ses lettres sont des preuves de sa notoriété.